# ديفون بيتزيل
ديفون بيتزيل (بالإنجليزية: Devon Beitzel)‏ مواليد 24 فبراير 1988 في لافاييت، هو لاعب كرة سلة أمريكي سابق. بدأ مسيرته الاحترافية في سنة 2011. يبلغ طوله 6 قدم 1 بوصة (1.9 م). اعتزل اللعب في 2012. لعب مع سان مارتن دي كوريينتس في دوري كرة السلة الوطني الأرجنتيني.